# 슈트라우스베르거 플라츠역
슈트라우스베르거 플라츠역(U-Bahnhof Strausberger Platz)은 베를린 프리드리히스하인크로이츠베르크구 프리드리히스하인에 있는 U5의 역이다. 카를마르크스알레(Karl-Marx-Allee) 연선상의 슈트라우스베르크 광장 동쪽에 설치되어 있다. 1930년에 건설된 북서부 출입구와 1952년에 건설된 남서부 출입구는 카를마르크스알레 연선상의 건축물과 공동으로 건축유산으로 지정되어 있다.

## 역사
역사는 알프레드 그레난데르가 설계했으며, 단순함을 중점에 둔 근대 건축 양식으로 설계했다. 시대상으로도 최신 양식이었으며 대공황의 여파로 인하여 예산이 한정되어 있었던 상황에서의 선택이었다. 알렉산더플라츠-프리드리히스펠데 구간의 다른 역과 비슷하게 건설되어 있다. 이 역의 주 색상은 건설 당시에는 녹색이었으며, 이후 아이보리색을 가쳐서 오늘날에는 회녹색이 되었다. 길이 121 m, 너비 9 m인 섬식 승강장이 설치되어 있으며, 승강장 양쪽으로는 중간층 대합실을 거쳐서 지상 보도와 연결된다. 역사의 주 색상은 기둥에도 적용되어 있다. 일반적인 역 시설 외에도 체중계가 설치되어 있다.
제2차 세계 대전 당시 1944년 5월 7일 폭격 피해로 역 서쪽 천장부가 파괴되었다. 그 결과 알렉산더플라츠-슈트라우스베르거 플라츠 구간은 단선 운행하게 되었다. 1945년 4월 23일 베를린에서 가장 마지막으로 영업을 중단했다. 종전 이후 6월 20일부터는 실링슈트라세-프리드리히스펠데간 단선 운행이 재개되었고, 6월 23일에는 알렉산더플라츠역으로 열차 운행이 재개되었다. 1946년 2월 1일이 되어서야 전 구간 복선 운행이 재개되었다.
1950년대는 스탈린알레(Stalinallee, 오늘날의 카를마르크스알레)를 동베를린의 주간선대로로 재조성했다. 이 과정에서 도로 폭이 확장되었고 보도도 새로 설치되었다. 공사 당시 역 남부 출입구가 건물에 통합되는 형태로 재건축되었다. 북부 출입구는 변경되지 않았으며, 1930년에 건설된 구조가 2003년까지 계속 유지되었다.
첫 개보수공사 당시에는 건설 당시의 소형 타일이 제거되고 아이보리색 타일로 대체되었다. 벽돌 느낌을 주도록 설치되어 있었다. 이 과정에서 검은색 배경에 흰색 글씨 역명판이 흰색 배경에 검은색 글씨로 교체되었다. 역사 내부 구조는 크게 변경되지 않았다. 2003년 개보수공사 당시에는 역 외관이 새롭게 변경되었으며, 승강장 외벽에는 회색 에나멜 패널이 설치되고 중간에 수평 방향으로 설치된 녹색 에나멜 패널에 역명이 표기되었다. 승강장의 아스팔트 포장은 화강암으로 교체되었다. 건설 당시 설치된 체중계와 전시판을 제외한 대부분의 시설물도 교체되었다.

## 인접 철도역
베를린 버스 142, N5번과 환승할 수 있다.
| 베를린 지하철 5호선      | 베를린 지하철 5호선 | 베를린 지하철 5호선 |
| ------------------------ | ------------------- | ------------------- |
| 실링슈트라세 중앙역 방면 | U5                  | 베버비제 회노 방면  |

## 참고 문헌
- Johannes Bousset: Die Untergrundbahn vom Alexanderplatz durch die Frankfurter Allee nach Friedrichsfelde (Linie E) und die Erweiterung der Linie C vom Bhf. Bergstraße über den Ringbhf. Neukölln bis zum Bhf. Grenzallee. Zur Eröffnung am 21. Dezember 1930.
- Günter Starke et al.: Vom Alex nach Hellersdorf / Die Verlängerung der U-Bahnlinie E. transpress VEB Verlag für Verkehrswesen, Berlin 1989, ISBN 3-344-00434-4.
- Verkehrsgeschichtliche Blätter e. V. (Hrsg.): U5. Geschichte(n) aus dem Untergrund. Zwischen „Alex“ und Hönow. Entwicklungsetappen der U-Bahn im Berliner Osten. GVE e. V., Berlin 2003, ISBN 3-89218-079-2.